# Chiesa di Sant'Anna (Borgo d'Anaunia)
La chiesa di Sant'Anna è la parrocchiale di Tret, frazione di Borgo d'Anaunia in Trentino. Fa parte della zona pastorale delle Valli del Noce nell'arcidiocesi di Trento e risale al XVII secolo. Durante i primi anni ebbe dedicazione alla Madonna e fu nota anche come chiesa della Visitazione e chiesa di Sant'Elisabetta.

## Storia

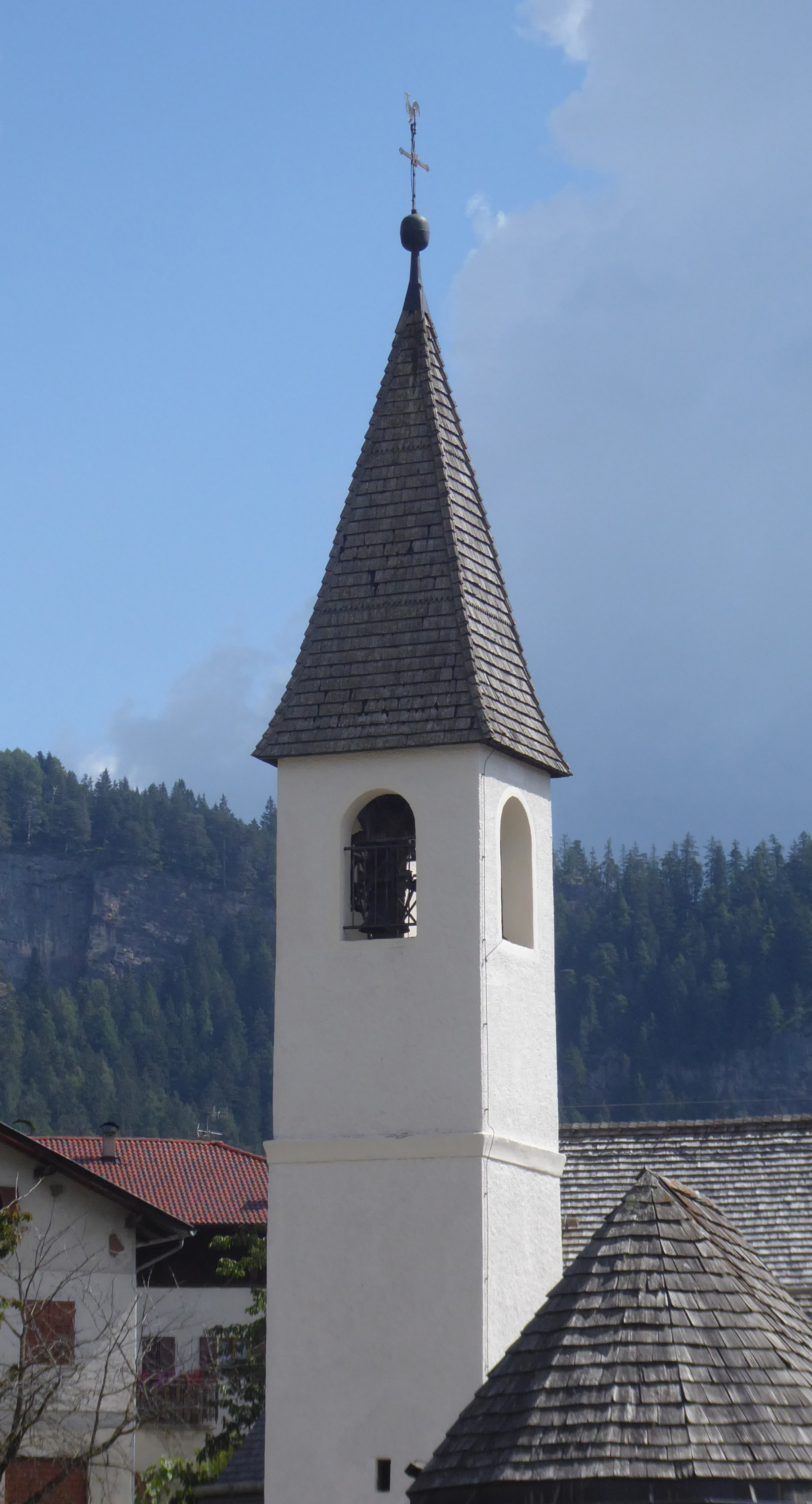
Campanile.

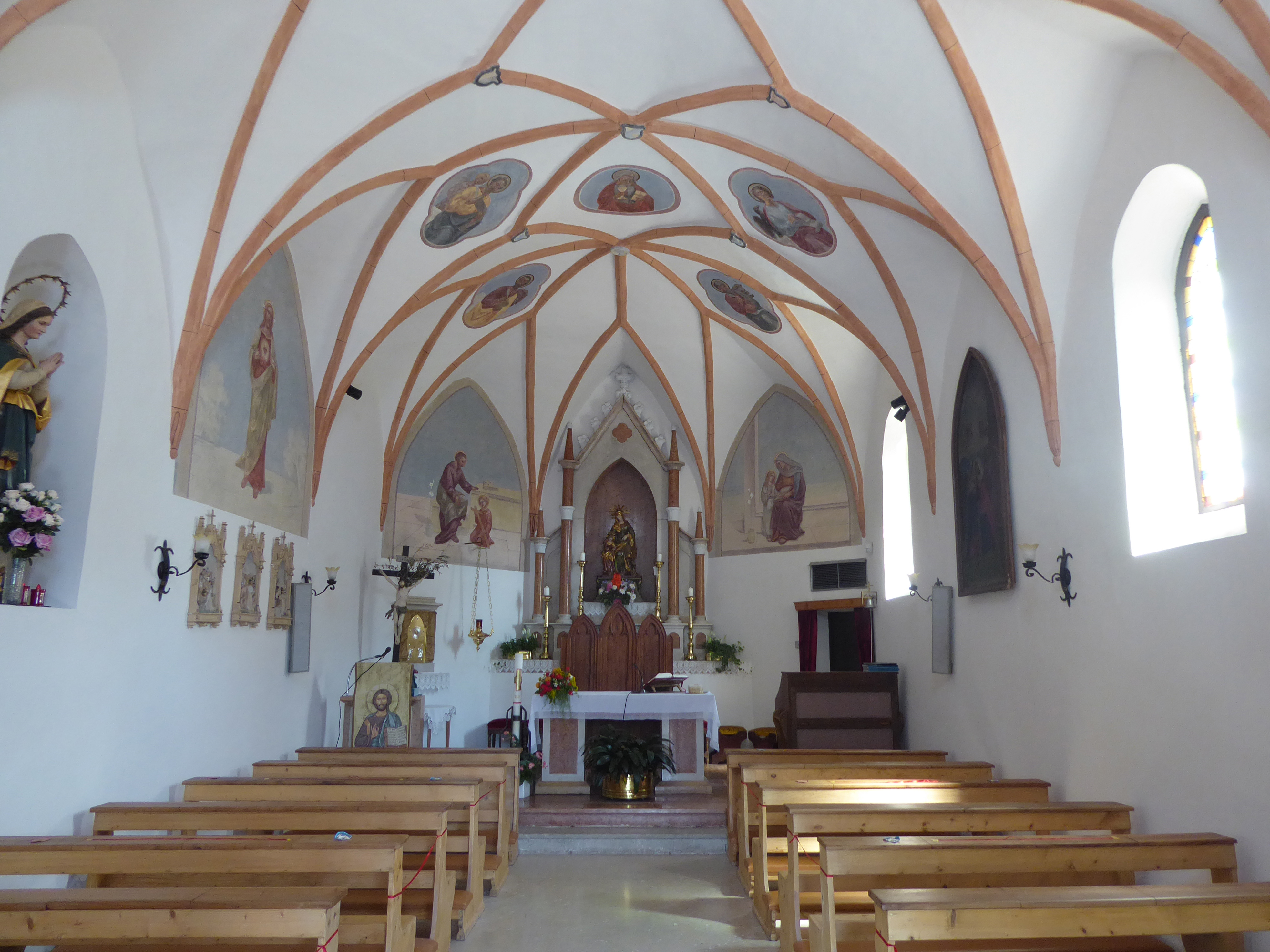
Interno della navata.

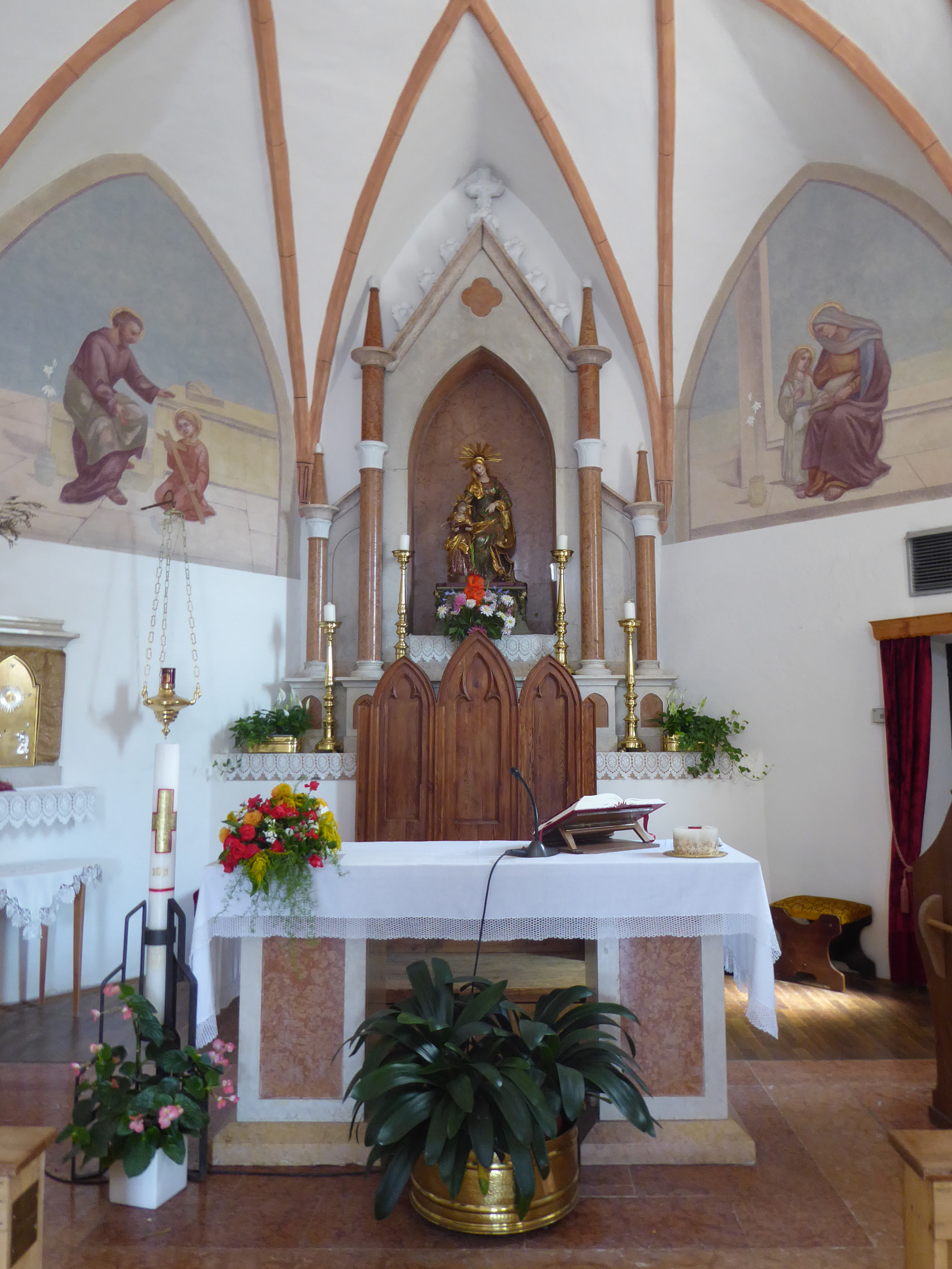
Presbiterio con altare maggiore.

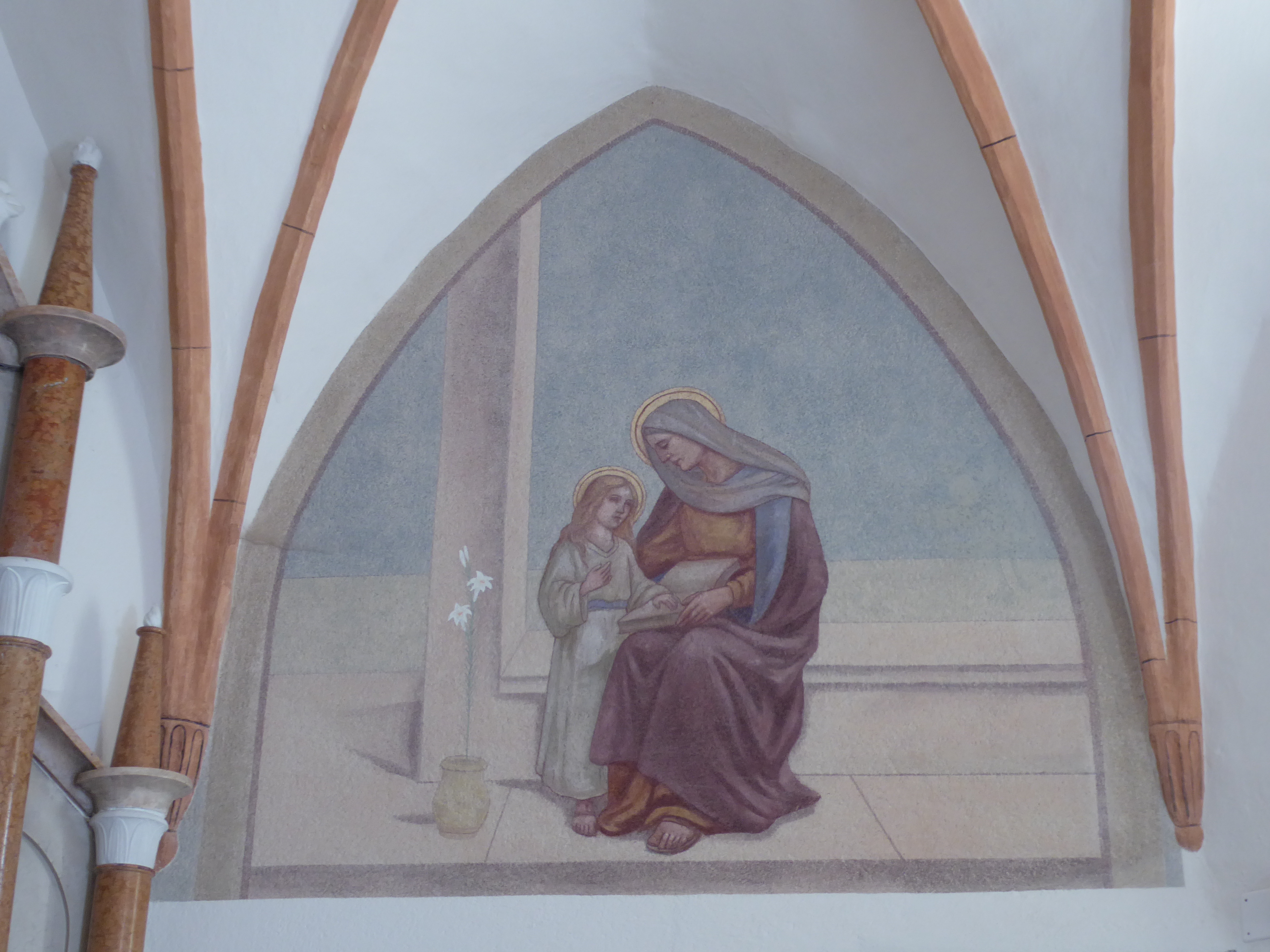
Affresco nella parete del presbiterio che raffigura l'Educazione di Maria

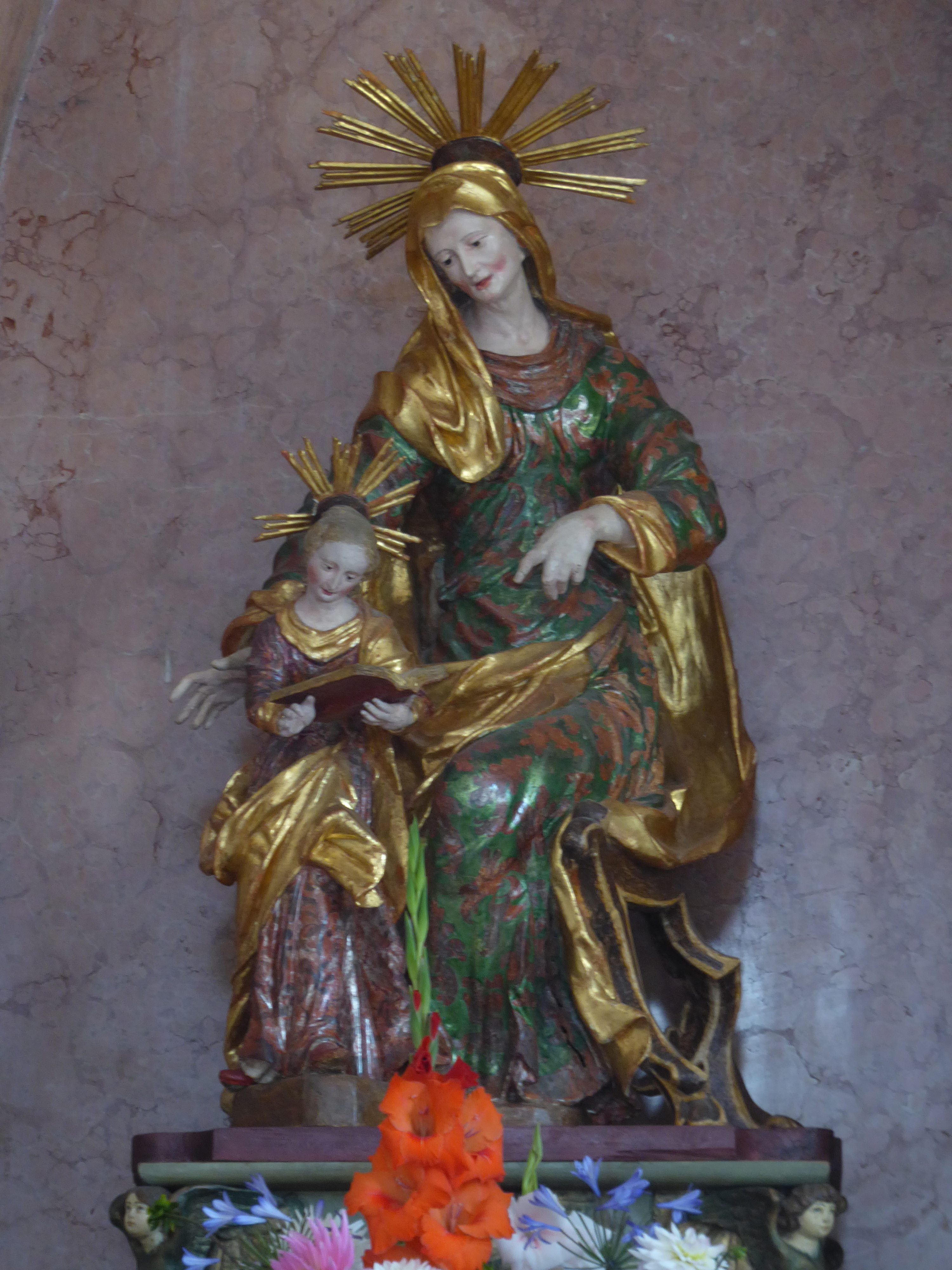
Statua che raffigura Sant'Anna con Maria.

Il piccolo luogo di culto venne costruito all'inizio del XVII secolo, probabilmente entro il primo decennio, e la sua solenne consacrazione fu celebrata nel 1649. Poco più di un secolo dopo, attorno al 1718, il primitivo edificio venne ristrutturato ed ampliato. la chiesa in seguito venne elevata a dignità di espositura e nel 1787 venne innalzata la torre campanaria.
Ebbe la concessione del fonte battesimale e contemporaneamente fu elevata a dignità curaziale nel primo decennio del XIX secolo. Dopo nuovi interventi alla struttura venne riconsacrata nel 1817 e trent'anni più tardi la sala fu ancora ampliata, secondo lo stile neogotico.
Nel primo dopoguerra del XX secolo fu arricchita di decorazioni ad affresco e nel secondo venne elevata a dignità parrocchiale. Negli anni sessanta la chieda fu interessata da interventi conservativi che comportarono rivestimenti lignei negli interni, un nuovo impianto di riscaldamento, la distruzione dell'antica cantoria in controfacciata e l'adeguamento liturgico postconciliare, oltre ad altri lavori come rifacimento di infissi e ritinteggiature.
Gli ultimi cicli di lavori sono stati realizzati tra il 2013 e il 2016 ed hanno comportato il rifacimento della copertura del tetto con scandole in legno di larice, la sistemazione di un parafulmini, lo spostamento della centrale termica e il restauro degli affreschi nella sala.

## Descrizione

### Esterni
Il luogo di culto sorge vicino al centro dell'abitato di Tret ed ha orientamento verso nord-est.
Il prospetto principale ha il tipico aspetto a capanna con due spioventi. Il portale di accesso è protetto da una piccola tettoia ricoperta con scandole in legno e ai suoi lati ci sono due finestre con inferriate. Sopra, in asse col portale, si trova l'oculo strombato a sua volta sormontato da una piccola finestra. La torre campanaria si trova a sinistra, in posizione arretrata e con un accesso indipendente. La cella campanaria si apre con quattro finestre a monofora ed è protetta da una copertura a piramide acuta mistilinea.

### Interni
La navata interna è unica e presenta un rivestimento ligneo su tutte le sue pareti. Le volte sono reticolate e arricchite da affreschi. La pala e l'altare maggiore sono opera dei marmisti Scanagatta di Rovereto.